# الموجزات القطرية لمنظمة الأغدية والزراعة (الفاو)
الملامح القطرية لمنظمة الأغذية والزراعة عبارة عن بوابة إلكترونية متعددة اللغات تعيد صياغة أرشيف منظمة الأغذية والزراعة للأمم المتحدة (FAO) الواسع للمعلومات عن أنشطتها العالمية في مجال الزراعة والأمن الغذائي في منطقة واحدة وتوضحها حصراً من خلال البلد و المجالات المواضيعية.
الغرض من البوابة هو توفير صانعي القرار والباحثين وصانعي المشاريع في جميع أنحاء العالم بطريقة سريعة وموثوقة للوصول إلى المعلومات الخاصة بكل بلد حول أوضاع الأمن الغذائي الوطني دون الحاجة للبحث في قواعد البيانات والأنظمة الفردية. إنه يضيف قيمة لثروة المعلومات لدى المنظمة من خلال توفير واجهة سهلة الاستخدام تحتوي على خرائط ورسوم بيانية تفاعلية.

## الخلفية
تشدد المنظمة على تبادل المعلومات والمعرفة كمجالات ذات أولوية في مكافحة الجوع وتحقيق الأمن الغذائي. وفي هذا السياق، حددت منظمة الأغذية والزراعة أن بإمكان البلدان تحسين برامجها الوطنية في مجال الزراعة والأمن الغذائي إذا تمكنت من الوصول إلى معلومات المنظمة من خلال نهج قطري متعدد القطاعات (أو متعدد التخصصات).
وعلى الرغم من وجود عدد كبير من نظم المعلومات القائمة على أساس قطري في المنظمة ، فإن المعلومات التي تديرها مختلف الأنظمة تفتقر إلى التكامل و تميل المعلومات إلى توليدها واستخدامها بطريقة محدودة ومصممة خصيصًا لنظام أو إدارة أو قطاع محدد.
أُطلقت بوابة الملامح القطرية لدى المنظمة، التي أطلق عليها في البداية نظام معلومات الملامح القطرية ورسم الخرائط لدى المنظمة، في عام 2002 استجابة لحاجة المنظمة إلى تزويد مستخدمي موقع المنظمة على شبكة الويب بآلية سهلة الاستخدام للعثور على معلومات خاصة بكل بلد دون الحاجة للبحث في كل منظمة على حدة كمواقع الويب وقواعد البيانات أو الأنظمة. وقد تم تصميم النظام لدمج المعلومات التحليلية والمتعددة اللغات مع قواعد البيانات الموضوعية ومستودعات الخرائط الرقمية وتيسير الوصول إلى المعلومات بشأن العوامل المتعددة التي تسهم في انعدام الأمن الغذائي الوطني.
منذ إطلاقه، نما النظام عن طريق دمج المزيد والمزيد من مصادر البيانات. وقد تحقق ذلك بفضل الجهود المشتركة المبذولة للحد من صوامع المعلومات واعتماد المعايير الدولية لإدارة المعلومات القطرية في جميع أنحاء المنظمة.

## الموجزات القطرية
المنهجية الكامنة وراء الملامح القطرية لمنظمة الأغذية والزراعة بسيطة إلى حد ما ؛ وتربط وتعيد تجميع البيانات والمعلومات من معظم قواعد البيانات ونظم المنظمة  ذات الصلة.
غطي الملامح القطرية لمنظمة الأغذية والزراعة الأعضاء الحاليين للمنظمة والدول المنتسبة إليها. حالما يتم اختيار بلد ما، تعرض البوابة وثائق المستخدم وخلاصات الأخبار والبيانات الإحصائية وتفاصيل المشروع والخرائط من قواعد ونظم المنظمة ذات الصلة بالبلد المختار وتصنف حسب المجالات المواضيعية.
وتنقسم المجالات المواضيعية إلى قسمين :
- الأنشطة الرئيسية للمنظمة: تتوافق هذه المجالات مع مجالات الخبرة الرئيسية للمنظمة ، مثل الموارد الطبيعية ، والاقتصاد ، والزراعة ، والغابات ، ومصايد الأسماك ، والتعاون التقني. ويستند هذا التجمع إلى عمل إدارات المنظمة المعنية.[7]
- القضايا العالمية: هذه الموضوعات هي الموضوعات التي حددتها المنظمة باعتبارها مجالات عمل ذات أولوية ، وتشمل التنوع البيولوجي والتكنولوجيا الحيوية وتغير المناخ والأمراض والآفات ، والطوارئ والمعونة ، والأمن الغذائي والسلامة ، والتجارة والأسعار ، وإدارة المياه. تتطابق مجالات الأولوية هذه مع الاستجابة الاستراتيجية لمنظمة الأغذية والزراعة لعالم سريع التغير ، حيث تمثل قضايا تتراوح بين التقانة الحيوية وتغير المناخ والتجارة تحديات وخيارات جديدة للحكومات وعامة الناس